# Короны Сасанидов
Коро́ны Сасани́дов — короны, использовавшиеся монархами династии Сасанидов Ирана. У каждого монарха была своя уникальная корона, а у некоторых было несколько корон.
Многие из более поздних сасанидских корон подвешивались золотой цепью к вершине арки в зале для аудиенций, поскольку шея правителя не могла выдержать вес сложной короны. Более поздние источники утверждают, что практика «висящей короны» распространялась на все публичные появления монарха, включая его смертное ложе. Корона также подвешивалась во время рождения шахского наследника. Византийцы переняли этот обычай от иранского двора.

## Галерея
- Ранняя сасанидская монета. Шахиншах Ардашир I носит парфянскую корону
- Монета Борандохт, пример короны, используемой женщиной-монархом